# Жилин, Александр Иванович
Алекса́ндр Ива́нович Жи́лин (21 июля [2 августа] 1899, Кукарка, Вятская губерния — 6 марта 1944, Купель, Каменец-Подольская область) — участник Великой Отечественной войны, пулемётчик 37-го гвардейского стрелкового полка 12-й гвардейской стрелковой дивизии 61-й армии, Герой Советского Союза (1944), гвардии сержант.

## Биография
Родился 4 августа 1899 года в слободе Кукарка Вятской губернии (ныне — город Советск Кировской области) в семье кузнеца. В довоенный период находился на партийной и советской работе. С 1925 год жил в Махнёво, Шамарах, Первоуральске и Полевском Свердловской области.
В сентябре 1941 года призван в Красную армию Полевским райвоенкоматом Свердловской области. До лета 1943 года служил инструктором по пулемётному делу в Свердловске, в боевых действиях участвовал с августа 1943 года.
26 сентября 1943 года в бою за деревню Сидоровка и местечко Любеч (ныне — Репкинского района Черниговской области Украины) Александр Иванович, отражая контратаку противника, поддержанную танками, огнём ручного пулемёта внёс замешательство в ряды следовавших за танками автоматчиков и, воспользовавшись этим, уничтожил 15 немецких солдат. На северной окраине Любеча вывел из строя автомашину с солдатами противника. 28 сентября 1943 года при форсировании Днепра первым ворвался в траншеи противника, огнём своего пулемёта подавил 2 неприятельских огневых точки, мешавших форсировать Днепр остальным подразделениям полка. Эти эпизоды службы Жилина стали основанием для его представления к званию Героя Советского Союза. 
Указом Президиума Верховного Совета СССР «О присвоении звания Героя Советского Союза генералам, офицерскому, сержантскому и рядовому составу Красной Армии» от 15 января 1944 года за «образцовое выполнение боевых заданий командования по форсированию реки Днепр и проявленные при этом мужество и героизм» удостоен звания Героя Советского Союза. 
Однако получить награды герой не успел. 6 марта 1944 года Александр Иванович Жилин погиб в бою у села Купель (ныне — в Волочисском районе Хмельницкой области Украины).

## Память

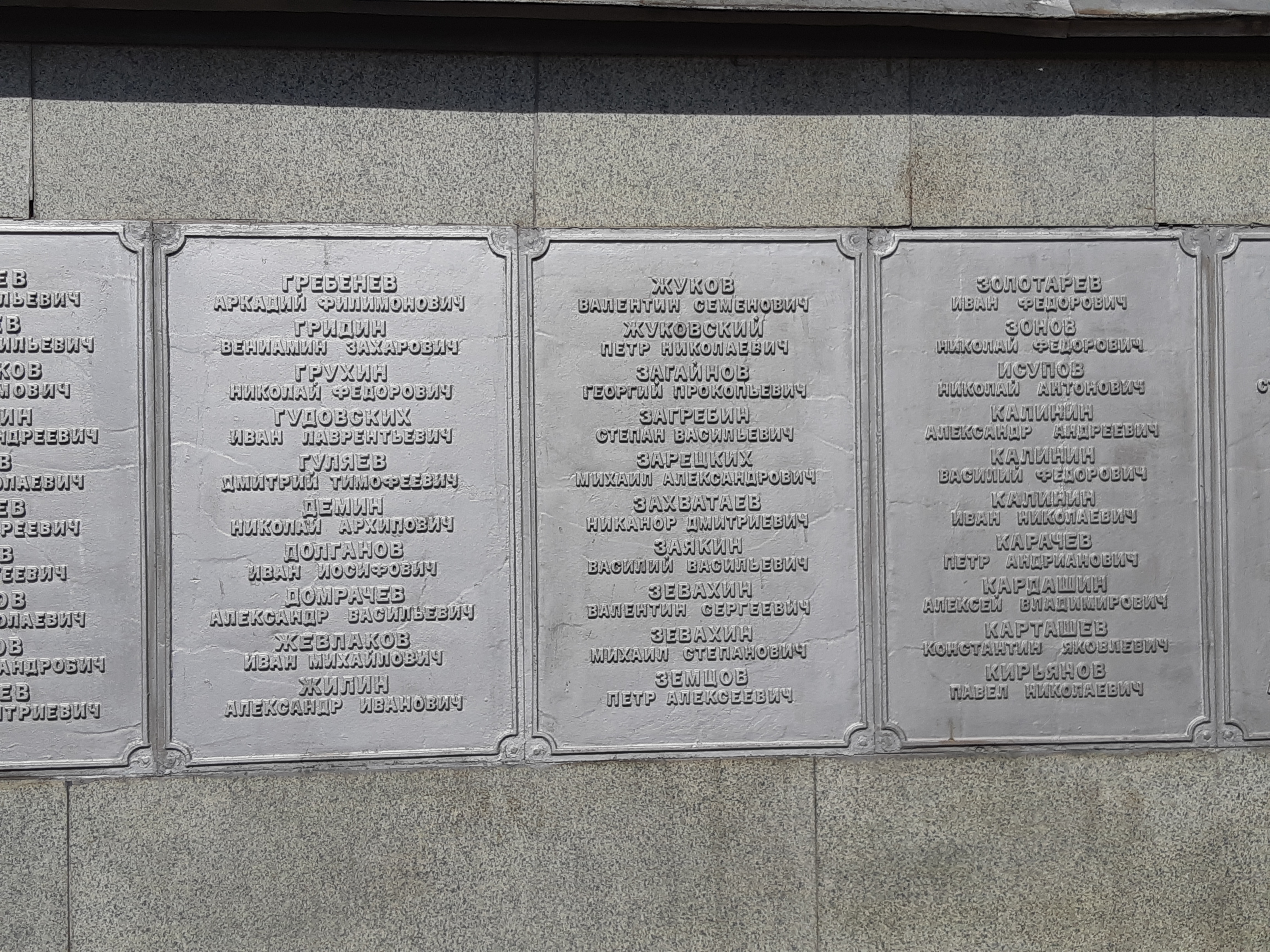
Имя Героя на мемориальной доске в парке Дворца пионеров г. Кирова

- Имя Героя увековечено на мемориальной доске в честь Героев Советского Союза — уроженцев Кировской области в парке Дворца пионеров города Кирова.

- Имя Героя высечено золотыми буквами в зале Славы Центрального музея Великой Отечественной войны в Парке Победы города Москвы.

- На могиле героя установлен надгробный памятник.
- Именем героя названы улицы в Полевском и Советске, а также школа в селе Купель.